# رامونه
رامونه (ラムネ)  یک نوشیدنی گازدار ژاپنی است. این نوشیدنی در سال ۱۸۸۴ در کوبه توسط داروساز بریتانیایی الکساندر کامرون سیم معرفی شد. رامونه در  یک بطری دارای فرورفتگی دو طرفه در قسمت بالا و استفاده از یک سنگ مرمر گرد به جای درپوش به منظور بسته شدن و حبس گاز درون بطری قرار گرفته است. نام رامونه از وام واژه انگلیسی لیموناد گرفته شده است.